# Firmin Lambot
Firmin Lambot (Florennes, 14 marzo 1886 – Borgerhout, 19 gennaio 1964) è stato un ciclista su strada belga.
Professionista dal 1908 al 1924, vinse due volte il Tour de France.

## Carriera
Protagonista di una carriera longeva, interrotta all'inizio della prima guerra mondiale e ripresa al termine del conflitto, dopo aver vinto corse minori in patria, riuscì a cogliere i risultati migliori al Tour de France, dove si impose nella prima edizione post-bellica nel 1919. In quest'edizione venne anche istituita la maglia gialla e così fu anche il primo vincitore a giungere a Parigi con l'insegna del primato.
Dopo una condotta di gara regolare, ma che sembrava vederlo sconfitto al cospetto del francese Eugène Christophe, riuscì ad approfittare di un incidente meccanico accaduto allo stesso nel corso della penultima tappa che andava da Metz a Dunkerque dopo 468 interminabili chilometri. In questa frazione, oltre a giungere vincitore sul traguardo e a vestire la maglia di leader, Lambot stabilì un primato praticamente imbattibile: per compiere interamente l'estenuante tappa impiegò ben 21 ore e 4 minuti con una media di poco superiore ai 22 chilometri orari. Mai nessuno rimase così tanto in sella ad una bici. Inoltre il distacco che inflisse al secondo classificato, il francese Jean Alavoine, al termine della corsa fu uno dei più elevati di sempre: quasi 1 ora e 43 minuti.
Dopo essere terminato terzo (con due successi di tappa) nel 1920, quando a vincere fu per la terza volta il connazionale Philippe Thys, e nono nel 1921 dove si impose un altro belga, Léon Scieur, tornò al successo nel 1922 ed anche qui seppe sfruttare bene le circostanze favorevoli della sorte: approfittò di una penalizzazione di Hector Heusghem per cambio irregolare e del crollo di Jean Alavoine, i due atleti che sembravano giocarsi il successo, e a tre tappe dalla fine, sul traguardo di Metz si impossessò nuovamente della maglia gialla, portandola fino a Parigi. Anche stavolta riuscì a stabilire un primato: fu infatti il primo atleta della storia del Tour de France a vincere la corsa senza conquistare nessun successo di tappa e inoltre, a 36 anni, fu il ciclista più vecchio ad aggiudicarsi un Grande Giro (record rimasto imbattuto fino al 2013 quando l'americano Chris Horner vinse la Vuelta a España di quell'anno a 41 anni).
Oltre alle vittorie e ai piazzamenti riportati, Lambot era riuscito a piazzarsi nei primi dieci anche in due edizioni che precedettero lo scoppio della guerra: fu infatti quarto nel 1913 e ottavo nel 1914. Per quanto riguarda i successi parziali ha conquistato sei vittorie di tappa. Concluse la carriera agonistica nel 1924 all'età di 38 anni.
Morì il 19 gennaio 1964 quando di anni ne aveva 77.

## Palmarès
- 1913 (Griffon, una vittoria)

9ª tappa Tour de France (Aix-en-Provence > Nizza)
- 1914 (Peugeot, una vittoria)

6ª tappa Tour de France (Bayonne > Luchon)
- 1919 (La Sportive, due vittorie)

14ª tappa Tour de France (Metz > Dunkerque)
Classifica generale Tour de France
- 1920 (La Sportive, due vittorie)

5ª tappa Tour de France (Les Sables-d'Olonne > Bayonne)
6ª tappa Tour de France (Bayonne > Luchon)
- 1921 (La Sportive, una vittoria)

3ª tappa Tour de France (Tolone > Nizza)
- 1922 (Individuale, una vittoria)

Classifica generale Tour de France

## Piazzamenti

### Grandi giri
- Tour de France

1911: 11º
1912: 18º
1913: 4º
1914: 8º
1919: vincitore
1920: 3º
1921: 9º
1922: vincitore
1923: ritirato (7ª tappa)
1924: ritirato (8ª tappa)

### Classiche
- Parigi-Roubaix

1913: 20
- Liegi-Bastogne-Liegi

1920: 5º
1921: 19º